# Leptosomatum diversum
Leptosomatum diversum is een rondwormensoort uit de familie van de Leptosomatidae. De wetenschappelijke naam van de soort is voor het eerst geldig gepubliceerd in 1978 door Platonova.